# Landesgartenschau Wassertrüdingen 2019
Die kleine Landesgartenschau Wassertrüdingen 2019 war eine bayerische Landesgartenschau, die vom 24. Mai bis zum 8. September 2019 in der mittelfränkischen Stadt Wassertrüdingen stattfand.

## Beschreibung
Diese Gartenschau fand in der kleinsten bayerischen Gemeinde statt, die jemals eine derartige Gartenschau ausgerichtet hat. Wassertrüdingen ist eine Stadt im Landkreis Ansbach und hat etwa 6000 Einwohner. Am 13. März 2012 erhielt die Stadt den Zuschlag als Ausrichtungsort. Der erste Spatenstich erfolgte am 15. Mai 2017. Für die Ausstellung wurden 8,6 Millionen Euro investiert. Begleitend zur Gartenschau erfolgte auch eine vorübergehende Reaktivierung der stillgelegten Bahnstrecke Nördlingen–Gunzenhausen.
Gartenschauen verstehen sich als ein strukturförderndes Element. Ziel ist es, dem ausrichtenden Ort langfristig zu einer größeren touristischen Attraktivität und Wohnqualität zu verhelfen.
Die Gartenschau umfasste drei große Bereiche, den Wörnitzpark, den Weg durch die Innenstadt und den Klingenweiherpark.
In Wassertrüdingen sind im Rahmen der Gestaltung zwei große und eigenständige Parkanlagen entstanden.

### Wörnitzpark
Im südlichen Areal befand sich der Wörnitzpark. Er umfasste etwa eine Fläche von 5,1 Hektar. Die Grundlage für dessen Landschaftsgestaltung war der Hochwasserschutz der Wörnitz. Diese Parkanlage integriert die notwendigen Deiche in Stadtbild und Landschaft, dass sie als technisches Bauwerk nicht mehr erkennbar sind. Der Flusslauf der Wörnitz wurde umgelenkt um künftig vor Hochwasser des Flusses und dem Lentersheimer Mühlbach zu schützen. Auf einer Halbinsel der Wörnitz entstand eine Picknickwiese und um den Mühlenweiher herum kleine Platzflächen mit Sitzstufen.

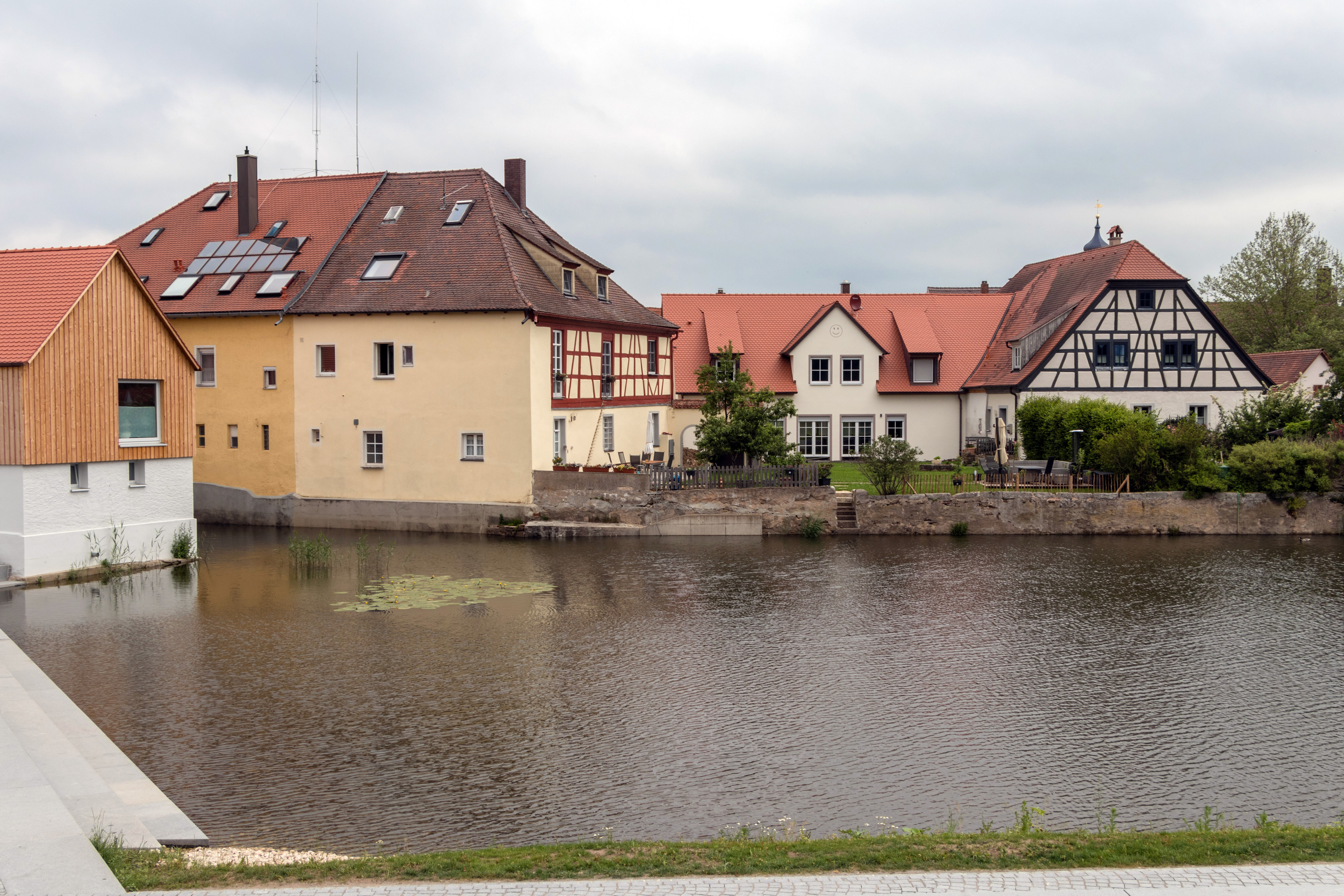
Die Sägemühle mit dem Mühlenteich

Das vom Bayerischen Landesamt für Denkmalpflege als Baudenkmal ausgewiesene Sägewerk (D-5-71-214-4) wurde saniert und bildet die Südansicht Wassertrüdingens.
Am Platz an der Heubrücke wurde ein Aussichtspavillon erbaut.

### Klingenweiherpark
Im Norden der Stadt befindet sich der Klingenweiherpark. Der etwa 8,6 Hektar große Teil entstand zum großen Teil auf einer ehemaligen städtischen Bauschuttdeponie. Jetzt ist er ein neuer Stadtteilpark mit einem großzügigen Erlebnisspielplatz. Besonders auffallend im Klingenweiherpark, ist der fast einen Kilometer lange Weihersteig. Er verbindet dabei die bestehenden drei Klingenweiher und leitet Besucher durch die gesamte Anlage.
Am nördlichen Ende des Weihersteigs auf der höchsten Erhebung des Parks bietet die Aussichtsplattform Bergrose einen Panoramablick über die Hesselbergregion.
Die beiden Hauptflächen des etwa 13 Hektar großen Wörnitzpark und Klingenweiherpark sind nicht unmittelbar miteinander verbunden. Dazwischen liegen Teile der Altstadt, der historische Schlossgraben und weitere Flächen wie der Sonnenuhrpark, Friedhof und Schule. Diese sind ebenfalls Bestandteil der Gartenschau und über einen gut markierten Weg miteinander verbunden.

## Rahmenprogramm
Eröffnet wurde die Gartenschau am 24. Mai 2019 durch den bayerischen Ministerpräsidenten Markus Söder u. a. mit den Worten Es geht darum, Natur und Stadt – Natur und Kultur miteinander perfekt zu ergänzen.
Die Gartenschau richtete sich nicht nur an Blumen- und Gartenfreunde. Das wechselnde Rahmenprogramm bot Tanz- und Musikeinlagen, Kunstinstallationen und zahlreiche Genuss- und Unterhaltungsangebote.
Für Kinder finden sich neben mehreren Spielplätzen diverse Mitmachprogramme. Auf dem Gelände und in der Altstadt befinden sich zahlreiche Gastronomiebereiche.
Östlich des Wörnitzparks befand sich ein gebührenpflichtiger Großparkplatz.

## Bildergalerie

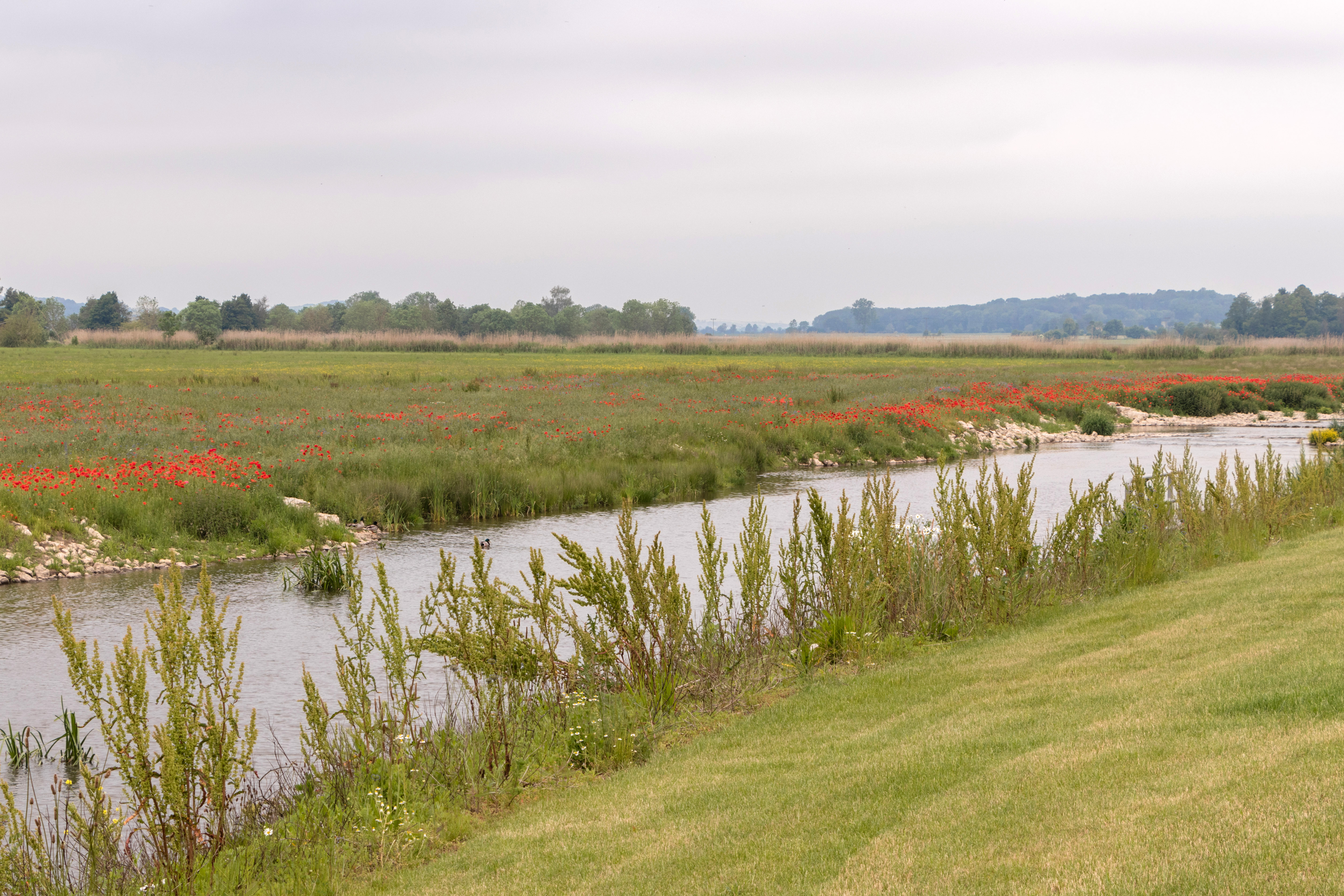
Die verlegte Wörnitz mit einem Deich
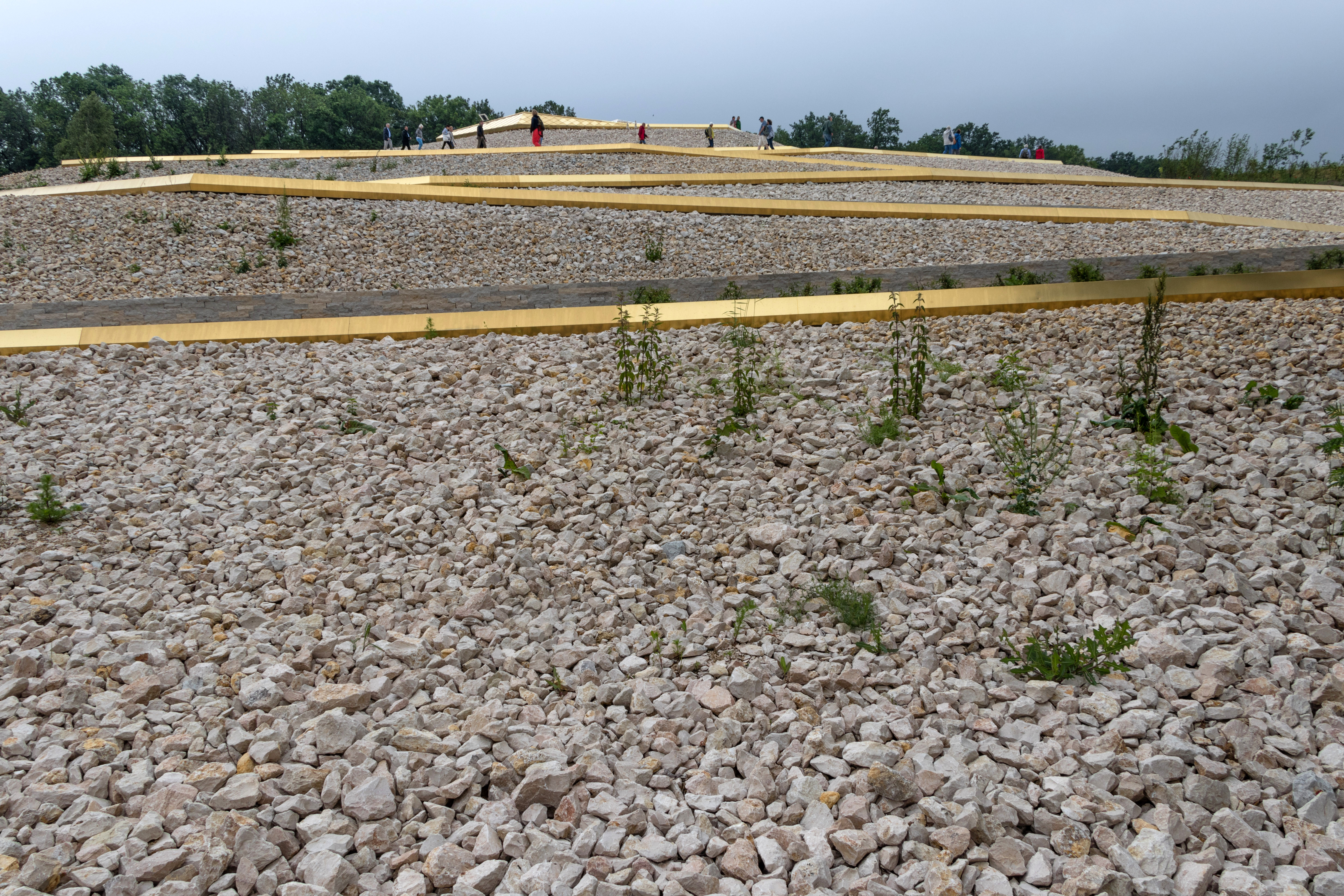
Die "Bergrose"
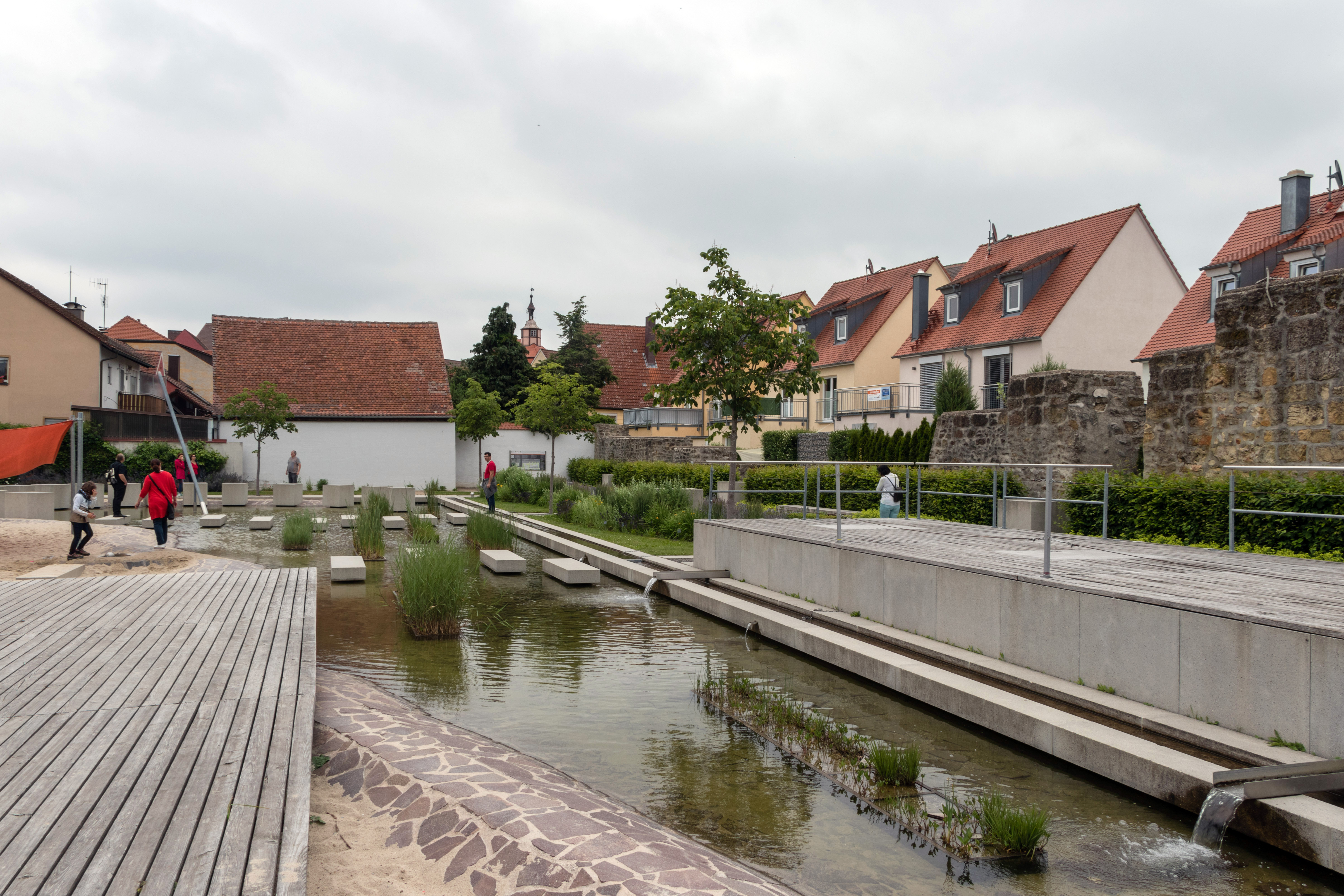
Der "Sonnenuhrpark"
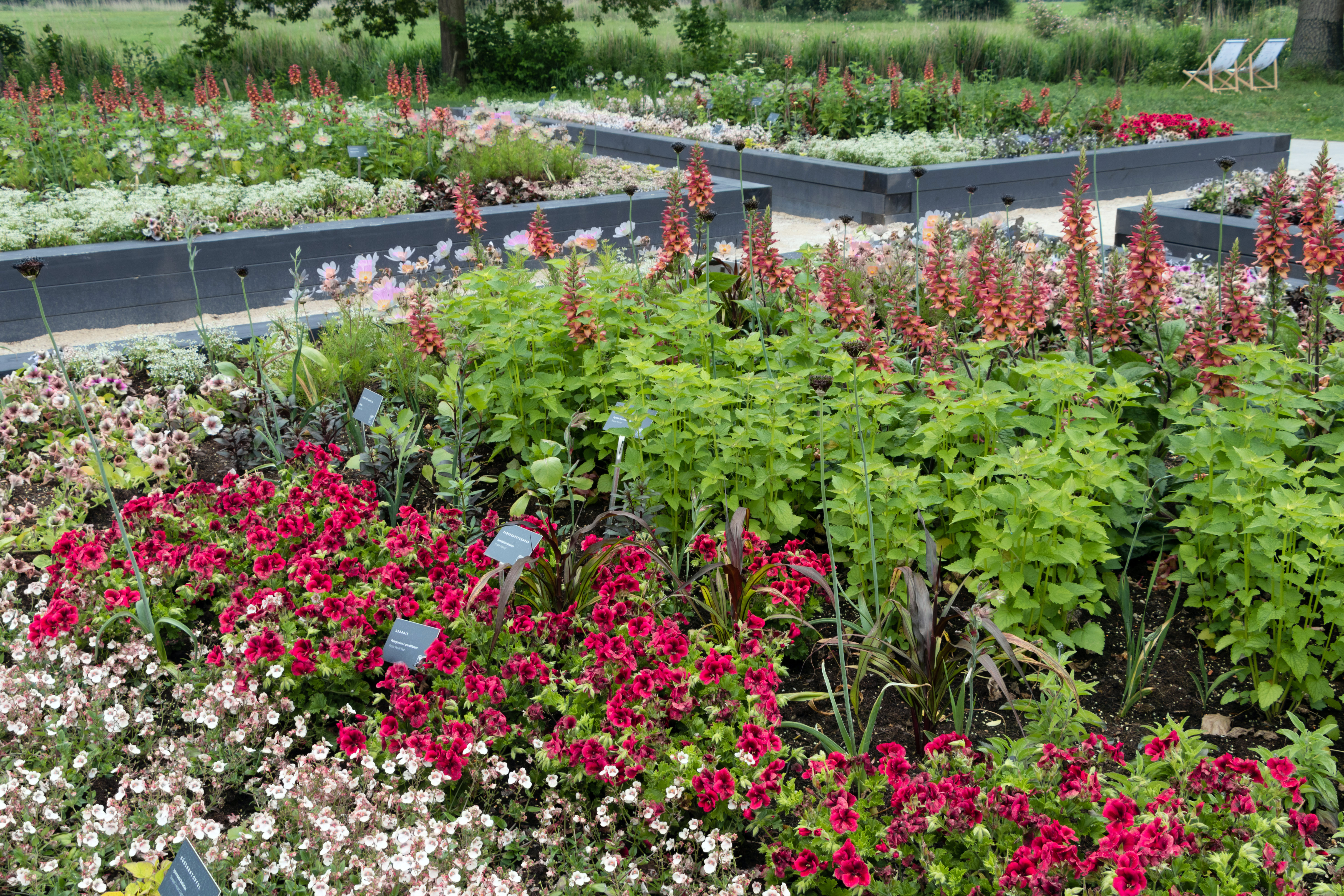
Blumen im "Wörnitzpark"
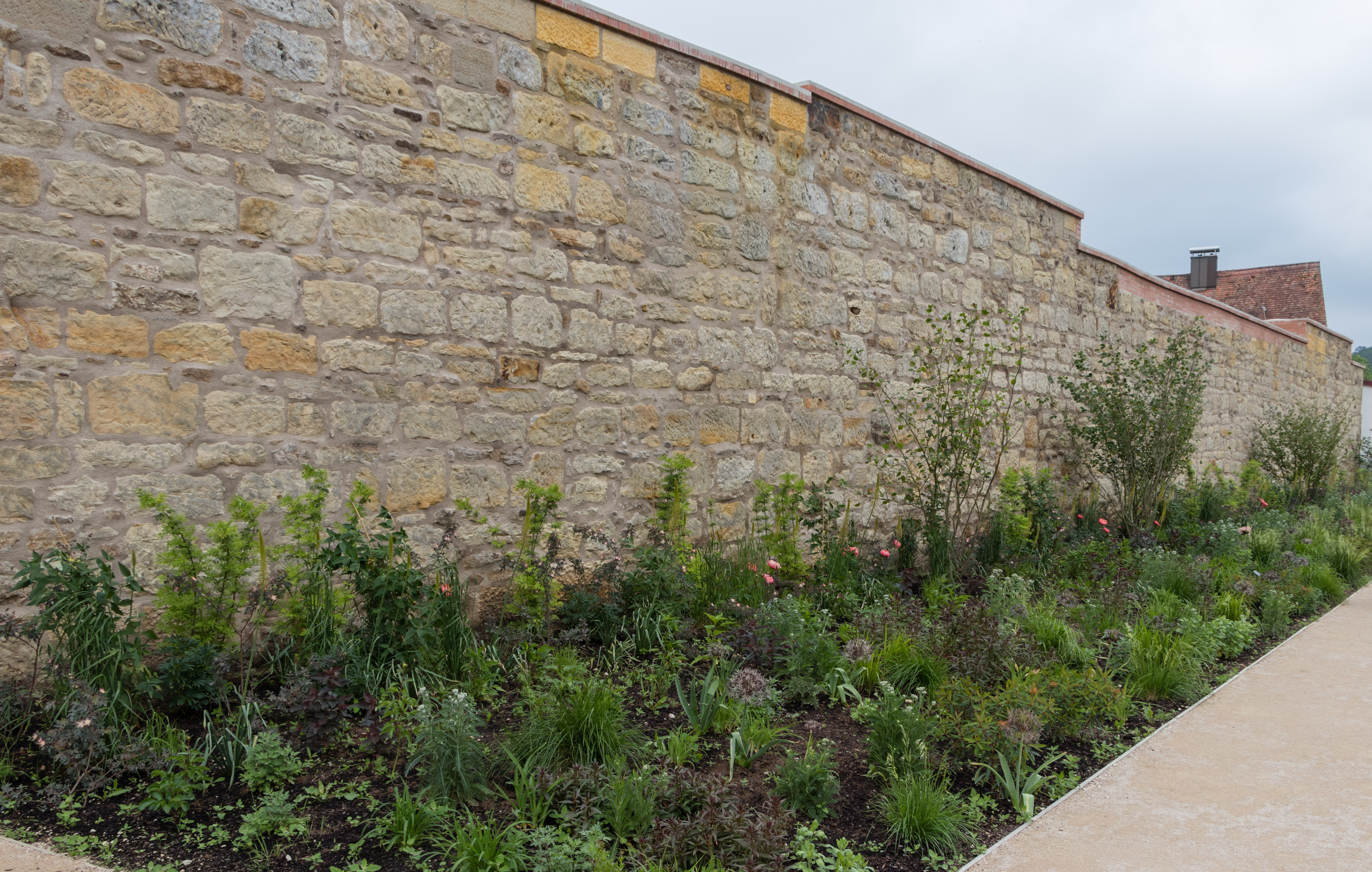
Die Stadtmauer als Teil der Gartenschau